# Richard L. Rubenstein
Richard Lowell Rubenstein (n. 8 ianuarie 1924, New York City, New York, SUA – d. 16 mai 2021, Bridgeport, Connecticut, SUA) a fost un învățător religios și un scriitor din comunitatea evreiască americană, remarcat în special pentru contribuțiile sale la teologia Holocaustului.

## Autobiografie
- Power Struggle: An Autobiographical Confession (New York: Scribner, 1974; Lanham: University Press of America, 1986).

## Scrieri
- After Auschwitz: Radical Theology and Contemporary Judaism (Indianapolis: Bobbs-Merrill, 1966)
- Morality and Eros (New York: McGraw-Hill, 1970)
- My Brother Paul (New York: Harper and Row, 1972)
- The Cunning of History: Mass Death and the American Future (New York: Harper and Row, 1975)
- Age of Triage: Fear and Hope in an Overcrowded World (Boston: Beacon, 1983)
- The Religious Imagination: A Study in Psychoanalysis and Jewish Theology (Lanham: University Press of America, 1985)
- Dissolving Alliance: The United States and the Future of Europe (New York: Paragon, 1987)
- ed., Spirit Matters: The Worldwide Impact of Religion on Contemporary Politics (New York: Paragon, 1987)
- and John K. Roth, eds., The Politics of Latin American Liberation Theology (Washington DC: Washington Institute Press, 1988)
- and John K. Roth, Approaches to Auschwitz: The Holocaust and Its Legacy (Atlanta: John Knox, 1987; 2nd ed., Louisville: Westminster John Knox, 2003)
- Jihad and Genocide 2009

## Recenzii critice ale operei sale
- Zachary Braiterman, " "Hitler's Accomplice"?: The Tragic Theology of Richard Rubenstein," Modern Judaism, 17/1 (February 1997), pp. 75–89.
- Zachary Braiterman, (God) After Auschwitz (Princeton: Princeton University Press, 1999).
- Jakob Jocz, The Jewish People and Jesus Christ After Auschwitz (Grand Rapids: Baker, 1981).
- Michael Morgan, Beyond Auschwitz: Post-Holocaust Thought in America (New York: Oxford University Press, 2001).
- Betty Rogers Rubenstein and Michael Berenbaum, eds., What Kind of God? Essays in Honor of Richard L. Rubenstein (Lanham: University Press of America, 1995).

## Legături externe
- Richard L. Rubenstein Papers at the American Jewish Archives (includes a biographical sketch) Arhivat în 29 iulie 2012, la Wayback Machine.
- Short biography